# 蓋鹵王
蓋鹵王（がいろおう、? - 475年）は、百済の第21代の王（在位：455年 - 475年）。先代の毗有王の長子であり、『三国史記』によれば諱は慶司。また、近蓋婁王とも記され、『日本書紀』には加須利君（かすりのきみ）、『宋書』には余慶の名で現れる。455年9月に先王の死去に伴い、王位についた。子に文周王。

## 概要
中国南朝と通じるとともに新羅・倭国と同盟（羅済同盟）して高句麗に対抗するという、百済の伝統的外交政策を維持するのに努めた。北朝に対して高句麗を討伐することを働きかけるが失敗し、却って高句麗の侵攻を招いた。その結果475年には首都慰礼城（ソウル）を陥落させられ、王自身も高句麗軍に捉えられ殺害された。

## 治世

### 南朝宋との通好
457年（大明元年）10月には南朝宋の世祖より＜鎮東大将軍＞の爵号を受けただけでなく、458年には自ら百済国内で与えていた家臣団の仮の将軍号を世祖に認めてもらっている。南朝宋の側でも北魏への対抗のために、北魏及び高句麗の背後を牽制させる意図から、百済に対して高い評価をもって待遇した現われでもある。471年にも宋に対して朝貢を行なっている。

### 倭国との通好
461年頃、王子の軍君昆支を倭国に人質として送りよしみを通じた。なお、『日本書紀』には、昆支が倭国に向かう際に伴った婦人が筑紫の各羅嶋（かからのしま）まで来たときに王子が生まれたので百済に送り返されたこと、その王子が武寧王であることを記している。詳しくは「武寧王#『日本書紀』の記述」を参照。

### 北魏への接触
近肖古王以来100年にわたって、中国南朝とのみ通好してきた百済であったが、蓋鹵王に至って初めて北魏への接触を図った。472年（延興2年）には北魏に対して孝武帝即位の慶賀使節を派遣すると同時に上書して高句麗の非道を訴え、北魏が高句麗を討伐することを願い出た。北魏は高句麗・百済を視察させるために使者邵安を送ったが、邵安は高句麗から百済に行くことを阻まれ、やむなく北魏に帰国した。北魏は高句麗に対して叱責こそしたものの、結局のところ百済の願いは聞き入れず、これ以後蓋鹵王は北魏へ朝貢することはなかった。

### 高句麗による侵攻と最期
百済への侵攻をもくろむ高句麗は、僧侶道琳をスパイとして送り込んできた。碁を好む蓋鹵王は碁の名手であった道琳を側近として身近に置き、道琳の勧めるままに大規模な土木事業を進め、国庫を疲弊させることとなった。国庫の空になったことを見届けた道琳は高句麗に戻って長寿王に報告し、475年9月、長寿王はこれを好機とみて3万の兵を率いて漢城に攻め入った。
高句麗の出陣を聞いて、蓋鹵王は王子の文周（後の文周王）を諭して南方へ逃れさせた（あるいは新羅に救援を求めに行かせたとも言われる）。高句麗軍は漢城を攻め、蓋鹵王は籠城を図ったが焼き討ちにより西方へ逃れたところを捕らえられ、阿且城（ソウル特別市城東区康壮洞）にて処刑された。在位は21年間であった。この後、子の文周王は逃亡先で即位し、熊津（忠清南道公州市）に遷都することとなったが、475年をもっていったんは百済は滅んだものと考えられている。

## 考察

### 外交政策
史料によれば、百済は458年宋に、490年と495年に南斉に将軍号などの官爵の除正を要求するだけでなく、北魏にも将軍号を帯びた使者を派遣しており、当該期の百済において、将軍号は非常に重視されていた。この蓋鹵王の積極的な官爵号除正要求について、坂元義種は、この頃、既に倭がおこなっていた宋への官爵号除正要求の影響を受けたものではないか、と指摘している。
蓋鹵王は宋に対して自らだけでなく、臣僚への将軍号をも要求している。こうした蓋鹵王代の対宋外交と関わって軽視できないのが、倭王の百済地域に対する軍事支配権要求である。すなわち、倭は「使持節 都督倭・百済・新羅・任那・秦韓・慕韓六国諸軍事 安東大将軍 倭国王」を称し、その除正を求めていた。毗有王は430年に宋から「使持節 都督百済諸軍事 百済王」を授けられていたが、倭はそれを無視するかのように百済の軍事支配権を求めたのである。百済をはじめとする朝鮮半島南部の軍事支配権を倭が宋に求めたことは、百済をして倭への警戒・不信感を懐かせることになったであろう。
熊谷公男は、430年代から450年代にかけて百済と倭が疎遠となっていた可能性について指摘している。『日本書紀』に428年から461年まで倭と百済との通交がみえないことから、百済と倭は基本的に友好関係にあったものの、この頃の百済は新羅と講和を結ぶなど新羅を重視しており、このことが百済と倭の疎遠の原因であったと説いた。『日本書紀』は当該期の百済と倭の通交記事を伝えず、『三国史記』は高句麗の百済侵攻に際して、新羅の百済救援記事が認められ、高句麗に対抗する百済にとって、倭も重要であったが、百済と直接領土を接する新羅はそれ以上に重要であり、対倭外交の重要性は、それ以前と比べ相対的に低下したと理解される。
こうした状況下で軽視できないのが、百済と倭の交戦である。『日本書紀』神功紀六十二年所引『百済記』は、倭の沙至比跪（葛城襲津彦）が「加羅国」を討伐したが、百済に逃れた王子の要請によって、「天皇」が木羅斤資を派遣して「加羅」を復興させたと伝えている。これは干支を三運繰り下げた442年のことであり、「加羅国」とは大加耶を指し、「天皇」ではなく百済が木羅斤資を派遣したと考えられることから、5世紀半ばに倭はかねてからの友好国である金官国もしくは安羅国を足場として、大加耶に進出しようとしたが、大加耶の救援要請を受けた百済によって失敗に終わったことを伝えている。
このような朝鮮半島南部における倭と百済との軍事的衝突は、百済の倭への警戒心をさらに強めることになったであろう。443年、『宋書』倭国伝は「倭国王済遣使奉献，復以為安東将軍・倭国王。」とあり、倭済は宋に使者を派遣し、安東将軍・倭国王を除授されている。これに先だって倭珍は438年に「使持節 都督倭・百済・新羅・任那・秦韓・慕韓六国諸軍事 安東大将軍 倭国王」を称しており、おそらくこの時も倭済もこれを自称し、その除正を要求していたであろう。
田中俊明は、倭が442年の大加耶進出の失敗をうけて、朝鮮半島南部の軍事支配権を宋から認めてもらおうとして、宋に使者を派遣したのではないかと指摘している。この時、倭済は安東将軍・倭国王を除授されたにすぎないが、こうした倭による実際の軍事行動と宋への朝鮮半島南部の軍事支配権要求は、百済をして倭への警戒心をさらに強めたであろう。
こうした中、455年に毗有王の薨去に伴い、新たに蓋鹵王が即位する。毗有王はすでに宋から都督百済諸軍事を承認されていたが、新たに王となった蓋鹵王は、宋から正式に都督百済諸軍事を認められていたわけではなく、その限りにおいて、百済の軍事支配権は宋を頂点とする国際社会の中で、必ずしも盤石なものではなかったことを示す。蓋鹵王は即位してほどなく、457年に宋に対して毗有王の官爵の除授を求め、その正統的地位を得ようとしたのは、国際社会における百済の地位を確定させるだけでなく、朝鮮半島南部だけでなく、百済の軍事支配権までも得ようとして積極的な対宋外交を展開する倭に対抗するためでもあったとみられる。
しかしながら、蓋鹵王は倭王に対抗するかのような朝鮮半島南部の加羅などの軍事支配権を宋に要求しなかった。それは百済がそれら朝鮮半島南部の伽耶地域を現実的に支配していなかったこともあるが、倭が正式に認められていた朝鮮半島南部の軍事支配権を宋に要求することによって、倭を刺激することを避けたためとみられる。